# شبگرد دم‌ابریشمی
شبگرد دم‌ابریشمی (نام علمی: Antrostomus sericocaudatus) نام یک گونه از تیره شبگردان است.